# يو إف سي 306
يو إف سي 306: أومالي ضد دفاليشفيلي (بالإنجليزية: UFC 306: O'Malley vs. Dvalishvili)‏ (تم تسميته باسم موسم الرياض يو إف سي نوتشي لأسباب الرعاية) هو حدث لفنون القتال المختلطة نظمته يو إف سي، وأُقيم في 14 سبتمبر 2024، على سفير في بارادايس، نيفادا، الولايات المتحدة.

## الخلفية

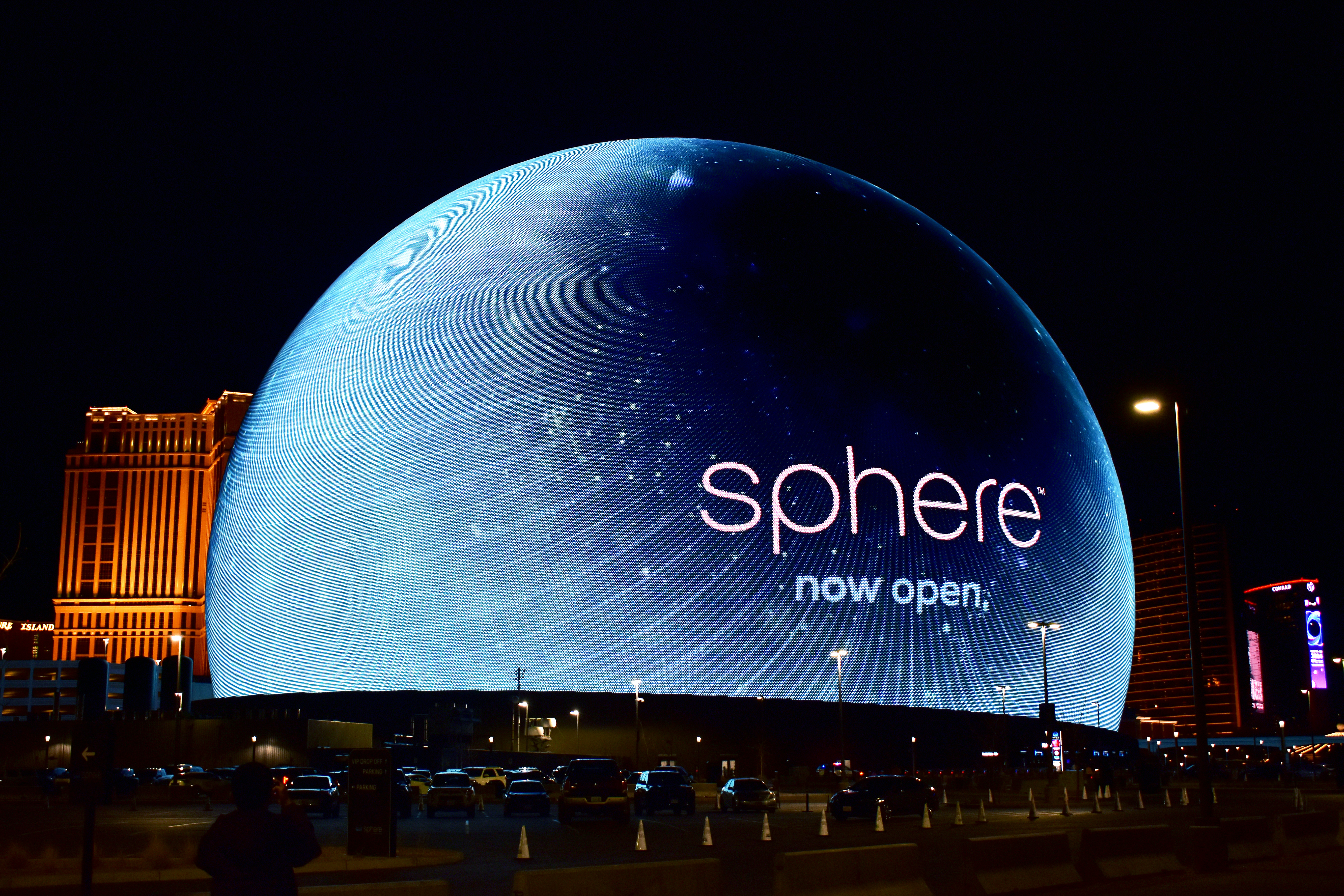
بعد استضافة أكثر من 200 حدث في لاس فيغاس، كان هذا هو الظهور الأول للمنظمة في سفير، الذي تم افتتاحه في سبتمبر 2023.

كان هذا الحدث بمثابة النسخة الثانية من «يو إف سي نوتشي» للاحتفال بيوم الاستقلال المكسيكي بعد إقامة حدث يو إف سي ليلة القتال: جراسو ضد شيفتشينكو 2 في العام السابق. كانت أيضًا المرة الأولى التي تسمح فيها يو إف سي لراعي بالحصول على وضع شريك اللقب، وإعادة تسميتها رسميًا باسم «موسم الرياض يو إف سي نوتشي»، بعد شراكة مع الهيئة العامة للترفيه في السعودية.
روى الحدث تاريخ القتال في المكسيك من الماضي إلى المستقبل. ناقش كبير مسؤولي المحتوى في يو إف سي كريج بورساري مقاطع الفيديو الستة التي تبلغ مدتها 90 ثانية حول مساهمة المكسيك في الرياضات القتالية التي تُلعب بين الجولات في البطاقة الرئيسية وأنها من إنتاج المخرج السينمائي كارلوس لوبيز إسترادا. جرت كل جولة في عالم مختلف مع صور على شاشات إل إي دي داخل الساحة. قال وايت إن ميزانية إنتاج الحدث لمرة واحدة فقط تجاوزت 20 مليون دولار مقارنة بحوالي 2 مليون دولار تُستخدم في أحداث الدفع مقابل المشاهدة العادية. أيضًا، تضمنت جميع النزالات في البطاقة (الحدث الرئيسي) باستثناء واحدة مقاتلًا من مواليد المكسيك أو مكسيكيًا أمريكيًا. بالإضافة إلى ذلك، تم إحضار ثماني فتيات حلبة من أصل مكسيكي لهذا الحدث.

### النزلات
كانت نزال بطولة يو إف سي لوزن الديك بين البطل الحالي شون أومالي وميراب دفاليشفيلي هو الحدث الرئيسي.
أُقيم نزال الثلاثية على لقب بطولة يو إف سي لوزن الذبابة للسيدات بين البطلة الحالية أليكسا جراسو والبطلة السابقة فالنتينا شيفتشينكو في الحدث الرئيسي المشترك. التقى الثنائي لأول مرة في حدث يو إف سي 285 في مارس 2023، حيث فازت جراسو باللقب بانتصارها في الجولة الرابعة. أقيم لقائهما الثاني في حدث يو إف سي ليلة القتال: جراسو ضد شيفتشينكو 2 في سبتمبر 2023، وانتهى النزال بالتعادل. سبق للثنائي أن درب في المقاتل النهائي: فريق جراسو ضد فريق شيفتشينكو ضد بعضهما البعض. عملت مانون فيوروت كبديلة محتملة لهذه النزال.
أُقيم نزال في وزن الريشة بين المتحدي على لقب بطولة يو إف سي لوزن الريشة السابق برايان أورتيغا ودييغو لوبيز في الحدث. كان من المتوقع أن يلتقي الثنائي في حدث يو إف سي 303، لكن أورتيغا انسحب قبل ساعات فقط من النزال بسبب المرض.
كان من المقرر إقامة نزال في الوزن المتوسط بين بطل الوزن المتوسط السابق في اتحاد الملاكمة الليتواني أنتوني هيرنانديز وميشيل بيريرا في هذا الحدث. ومع ذلك، تم نقل النزال إلى حدث يو إف سي ليلة القتال: هيرنانديز ضد بيريرا ليكون الحدث الرئيسي.
كان من المقرر إقامة نزال في وزن الذبابة بين إدغار تشايرز وكيفن بورجاس في هذا الحدث. ومع ذلك، انسحب بورجاس من القتال لأسباب غير معروفة وتم استبداله بجوشوا فان.

## النتائج
1. ↑  على لقب بطولة يو إف سي لوزن الديك.
2. ↑  على لقب بطولة يو إف سي لوزن الذبابة للسيدات.

## الجوائز الإضافية
حصل المقاتلون التاليون على مكافآت بقيمة 50 ألف دولار.
- قتال الليلة: إستيبان ريبوفيكس ضد دانييل زيلهوبر
- أداء الليلة: إجناسيو باهامونديس وكيتلين سوزا